# Algemeen Belgisch Vakverbond
Het Algemeen Belgisch Vakverbond (ABVV), in het Frans Fédération Générale du Travail de Belgique (FGTB), is een socialistische vakbond met een sociaaldemocratische filosofie. De vakbond maakt deel uit van de Socialistische Gemeenschappelijke Actie (SGA).

## Ideologie
Het ABVV is een socialistische vakbond die het sociaal overleg centraal plaatst. Haar basiswaarden steunen op de vier pijlers gelijkheid, rechtvaardigheid, democratie en solidariteit. Deze vormen de leidraad op de verschillende syndicale actieterreinen.

## Geschiedenis

### Ontstaan van het syndicalisme
Het syndicalisme vindt zijn oorsprong in de industrialisatie van West-Europa in de tweede helft van de 19de eeuw. De artisanale productie werd in een recordtempo vervangen door nieuwe fabrieken en machines. Meteen ontstond ook een nieuwe beroepscategorie, de fabrieksarbeider.
Thuisarbeid was niet meer rendabel dus trokken mensen massaal naar de steden om werk te zoeken in de vele fabrieken, aanvankelijk vooral in de textielindustrie. Arbeiders werkten en leefden er in erbarmelijke omstandigheden. Ze klopten werkdagen van 14 uur in ongezonde werkplaatsen en tegen een hongerloon. Onder de arbeiders waren ook veel kinderen. De arbeiders en hun gezinnen hadden te kampen met huisvestingsproblemen. Bovendien was er geen enkele vorm van sociale bescherming. Wie ontslagen werd of getroffen werd door een arbeidsongeval of ziekte, viel van de ene op de andere dag zonder inkomen.
De wantoestanden veroorzaakten groeiend ongenoegen en geregeld braken rellen uit. Alleen waren de arbeiders nauwelijks georganiseerd en veranderde er in de praktijk weinig aan hun situatie. Stilaan groeide echter bij de arbeiders het besef dat ze zich moesten verenigen om hun leef- en arbeidsomstandigheden te kunnen verbeteren. Op 4 maart 1857 werd in Gent de "Broederlijke Maatschappij der Wevers" opgericht. Een maand later hielden de spinners hun "Maatschappij der Noodlijdende Broeders" boven de doopvont. Die eerste vakverenigingen stelden zich relatief gematigd op en stonden ook open voor alle arbeiders, ongeacht de politieke strekking of levensbeschouwing waartoe ze zich bekenden.

### Vakbondsstrijd
Die eensgezindheid was echter van korte duur. Al snel viel de arbeidersbeweging uiteen in een socialistische en een christelijke vleugel. Hierbij kozen de socialisten voor de klassenstrijd als strategie om sociale vooruitgang te boeken in tegenstelling tot de christelijke vakbeweging die zich afzette tegen de 'goddeloze' socialisten, onder impuls van de Rooms-Katholieke Kerk. Deze ondersteunde de uitbouw van een christelijke arbeidersbeweging, enerzijds om de arbeiders uit het vaarwater van het vrijzinnige socialisme te houden en anderzijds omdat ook zij de nood inzag van sociale vooruitgang voor de werkende massa. Zo werd in 1886 de "Antisocialistische Katoenwerkersbond" opgericht, waaruit later het Algemeen Christelijk Vakverbond zou groeien.
De economische depressie van 1873 tot 1895 maakte de arbeidersmisère nog dramatischer. Het Belgische patronaat, dat reeds bekendstond voor zijn uitgesproken lage lonen, verscherpte die strategie nog om zo zijn concurrentiekracht te handhaven. De werkloosheidsgraad nam in deze periode onwezenlijke proporties aan en de situatie verslechterde zienderogen. Door artikel 310 van het strafwetboek was het zo goed als onmogelijk hiertegen syndicale actie te ondernemen en van de politiek moest ook geen heil verwacht worden. Door het cijnskiesrecht bestond de arbeidersklasse immers niet. Deze politieke onmondigheid leidde tot de oprichting van de Belgische Werklieden Partij (BWP) in 1885.
In de schoot van deze politieke partij werd op 11 april 1898 de Syndikale Kommissie opgericht, als antwoord op de wet van 31 maart 1898 die de beroepsverenigingen legaal maakte. De hoofdtaak van deze organisatie was de eenheid van de verschillende beroepsfederaties en afzonderlijke vakbonden te bewerkstelligen en het coördineren van de vakbondsactiviteiten binnen de socialistische zuil. Zij was ook verantwoordelijk voor de explosieve groei van het socialistische syndicalisme tijdens het Interbellum.
Op 1 januari 1938 werd de commissie omgevormd tot het Belgisch Vakverbond (BVV) of Confédération générale du Travail de Belgique (CGTB).
Op 22 november 1940 verplicht de Duitse bezetter de vakbonden op te gaan in een gemeenschappelijke organisatie met het Vlaams-nationalistische Arbeidsorde wat leidde tot de oprichting van de Unie van Hand- en Geestesarbeiders (UHGA).

### Een Algemene Vakbond
Vanaf oktober 1944 bereidden het BVV en enkele andere linkse vakbonden de oprichting van een nieuwe syndicale eenheidsorganisatie voor. Ook het Algemeen Christelijk Vakverbond (ACV) werd uitgenodigd maar haakte af. De onderhandelingen verliepen moeizaam omwille van de rivaliteit tussen het BVV en het BVES. Daar kwam bij dat het BVV pas na lange onderhandelingen ermee instemde de directe banden met de socialistische partij op te zeggen. Het tot stand komen van het ABVV onder zijn huidige benaming gebeurde op 29 april 1945 na succesvolle fusiegesprekken tussen het Belgische Vakverbond (BVV) en een aantal andere linkse vakverenigingen die ontstaan waren tijdens de Duitse bezetting en Wereldoorlog II. Zo traden naast het BVV het communistische Belgisch Verbond der Eenheidssyndicaten (BVES), het onafhankelijke Algemeen Geünifieerd Syndicaat der Openbare Diensten (ASOD) en de Mouvement Syndical Unifié (MSU) van André Renard toe tot het ABVV. Deze houding verandert echter na de oprichting van de Socialistische Gemeenschappelijke Actie (SGA) in 1949 en de BSP een deel van het ABVV-programma overnam. Daarnaast werd er met de partij samengewerkt tegen de terugkeer van koning Leopold III. Hoewel de communistische tendens in oorsprong zeer sterk was, heeft na verloop van tijd de sociaaldemocratie de overhand gehaald. In sommige gevallen werden de communistische vakbondsleiders uitgesloten. De groep rond Renard integreerde beter in de structuren, maar bleef zich linkser en onafhankelijker opstellen. Ze verdedigde de syndicale onafhankelijkheid en de directe actie en had vooral invloed in Wallonië.
Bij de oprichting van het ABVV eisten de voorstanders van de directe actie een cumulatieverbod tussen een politiek en een syndicaal mandaat. Zelfs algemeen secretaris Louis Major hield zich er echter niet aan, waardoor er een intern conflict ontstond dat pas in 1964 opgelost geraakte. De macht van de beroepscentrales werd beetje bij beetje ingeperkt en de gewestelijke afdelingen van de centrales moesten zich aansluiten bij een interprofessionele gewesten. Deze laatste namen dan de meeste administratie over. De vakcentrales van hun kant kregen zitting in de bestuursorganen van het ABVV.
| vakbond | aantal leden |
| ------- | ------------ |
| BVV     | 250.000      |
| BVES    | 165.969      |
| MSU     | 59.535       |
| ASOD    | 51.535       |

### Koningskwestie
In 1950 ontketende de socialistische vakbond een grote staking omtrent de Koningskwestie. Dit was een van de eerste grote ideologische strijden in België tussen vrijzinnigen (liberalen, socialisten en communisten) versus katholieken. In een volksraadpleging in datzelfde jaar had (katholiek) Vlaanderen massaal voor de terugkeer van Leopold III op de troon gestemd, (vrijzinnig) Wallonië en Brussel massaal tegen. In het totaal was er hierdoor een meerderheid pro terugkeer. Dit zorgde voor ongenoegen in Franstalig België en lokte een luide roep voor een Waalse republiek uit. Ook het ABVV is tegen en legt hierom de Waalse industriebekkens lam. Al snel breidt de staking ook uit naar Vlaanderen. Leopold III ziet zich hierdoor gedwongen alsnog af te treden ten gunste van Boudewijn. Datzelfde jaar komen vrijzinnigen en katholieken in de schoolstrijd wederom lijnrecht tegenover elkaar te staan.

### Oprichting van de ABVV-gewesten
Toen de arbeidersbewegingen een cruciale rol kregen toebedeeld bij de uitbetaling van de sociale uitkeringen. Besloten werd dat de mutualiteiten de ziekte- en invaliditeitsuitkeringen voor hun rekening zouden nemen en de vakbonden de uitbetaling van de werkloosheidsuitkeringen. Alzo ontstond de noodzaak aan een regionale structuur, die in 1952 leidde tot de oprichting van de gewestelijke afdelingen. Onder voorzitter Louis Major (1952-1968) werden ze verder organisatorisch uitgebouwd en gaandeweg kregen zij er ook interprofessionele vakbondstaken bij.

### Recessie van de jaren 50
Doordat de Belgische economie relatief ongeschonden uit de Tweede Wereldoorlog was gekomen, kon de overheid op minder financiële steun uit het Marshallplan rekenen dan de buurlanden. Deze moderniseerden hun economie in sneltreinvaart, waardoor de verouderde Belgische industrie niet meer kon concurreren. België zakte hierdoor in een diepe structurele economische crisis. Doordat de zwaarst getroffen industriële sectoren voornamelijk in Wallonië gelegen waren, werd deze regio het hardst getroffen. De regering-G. Eyskens III had zich immers voorgenomen de helft van de Waalse mijnen te sluiten, wat leidde tot een algemene mijnstaking in Henegouwen op 13 februari 1959. Al snel breidde deze zich uit over de andere mijnbekkens en ook de metaalarbeiders uit onder andere Charleroi sloten zich aan. De staking was wederom succesvol en leverde de Waalse mijnwerkers een reconversieplan op.

### Eenheidswet
De rooms-blauwe regering Gaston Eyskens III trachtte de crisis te bekampen met een soort vijfjarenplan. Deze "Wet voor de economische expansie, de sociale vooruitgang en het financieel herstel" (ook wel de eenheidswet genoemd), moest een oplossing bieden voor zowel de stijgende werkloosheid, als de sluiting van de Waalse mijnen, als de oplopende staatsschuld en ten slotte ook nog voor de financiële gevolgen van het verlies van Belgisch Congo. Om dit te realiseren besloot de regering Eyskens III de fiscale druk te verhogen en terzelfder tijd te snoeien in de overheidsfinanciën. Zo werden de indirecte belastingen verhoogd, een "staat van behoefte" ingevoerd, een verscherpte controle op de werkloosheidsverzekering doorgevoerd, een herziening van de lonen en het statuut van het overheidspersoneel opgelegd en ten slotte ingrijpende besparingen in de ziekte- en invaliditeitsverzekering doorgevoerd.

### De Staking van 1960-'61
De dramatische gevolgen van deze beslissing werden al snel zichtbaar en de socialistische partij en de vakbonden hekelden de beslissing, des temeer daar er zich begin 1960 een licht economisch herstel aftekende. Het ABVV legde een alternatief voor de Eenheidswet op tafel van André Renard waarin gepleit werd voor structuurhervormingen zoals de controle op holdings, nationalisering van bedrijven en de oprichting van een nationale gezondheidsdienst om meer economische democratie te realiseren. Op 29 januari 1960 brak dan het echte verzet uit tegen de eenheidswet door middel van een 24-urenstaking waaraan 700.000 werknemers deelnamen. Op 27 maart 1960 volgde dan een grote protestbetoging die opgezet was door het ACOD waarbij het stakingsrecht in de publieke sector centraal stond.
In oktober van datzelfde jaar zette de Socialistische Gemeenschappelijke Actie een brede informatiecampagne op rond de socialistische alternatieven op de eenheidswet door middel van een zeventigtal meetings, gevolgd door een werkonderbreking te Luik die gevolgd werd door 50.000 arbeiders. Tijdens de nationale actie legden 140.000 werknemers het werk neer in de provincies Luik en Henegouwen. Het protest mondde uit in een algemene staking op 20 december 1960 die was uitgeroepen door ACOD en waarbij de andere bonden zich al snel aansloten. In Wallonië werd de staking gedragen door het intergewestelijke "Coördinatiecomité van Waalse gewestelijke afdelingen", in Vlaanderen waar zo'n orgaan nog niet was opgericht, beperkte de grote staking zich in eerste instantie tot de openbare sector te Antwerpen en Gent.
Toen het ACV op 27 december 1960 besloot zich definitief afzijdig te houden, kwam het tot massabijeenkomsten in de voornaamste Waalse steden en Brussel. Een dag later werd de actie overgedaan te Gent waarbij het tot gewelddadige confrontaties kwam met de ordediensten, hierdoor besloten steeds meer Vlamingen de staking te steunen en bereikte het aantal stakers een hoogtepunt op 30 december.
Op 3 januari 1961 kreeg de staking in Wallonië een regionalistische dimensie, dit was de dag dat André Renard het ABVV-programma van economische structuurhervorming koppelde aan de hervorming van de staat, waardoor men alvast in Wallonië, zo stelde hij, het vakbondsgedachtegoed in de praktijk kon omzetten. Dezelfde dag hernam de Kamer van volksvertegenwoordigers de discussie over de Eenheidswet. André Renard dreigde met het stilleggen van de hoogovens in de metaalnijverheid, het ultieme middel om de werkgevers en overheid op de knieën te krijgen.
Hoewel in Vlaanderen en Brussel de actie luwde en de eerste gedeeltelijke werkhervattingen volgden, hield de staking in Wallonië stand ondanks de straatgevechten met en sabotageacties van de ordediensten. Op 6 januari bestormde een massa betogers het Station Luik-Guillemins, hierbij lieten twee betogers het leven. Daarna luwden ook de acties in Wallonië en volgden de eerste werkhervattingen. Op 13 januari stemde de Kamer de Eenheidswet, toch was dit slechts een pyrrusoverwinning: de regering viel op 19 januari en kondigde vervroegde verkiezingen af. De acties van de vakbond werden opgeschort op 22 januari 1961.

### Federalisme
Toch komt ook de vakbond niet ongeschonden uit de strijd, zo verlaat André Renard eind februari ontgoocheld het ABVV om met zijn Mouvement Populaire Wallon (MPW) de economische structuurhervormingen en het federalisme te verdedigen. De MPW profileerde zich als drukkingsgroep die bij de linkerzijde van de Waalse Socialistische Beweging op veel sympathie en bijval kon rekenen. Hier voelde de Belgische Socialistische Partij (BSP) zich echter zo door bedreigd dat ze het lidmaatschap van de MPW als onverenigbaar met het eigen lidmaatschap achtte.
Bij het ABVV werd de vraag van André Renard en Wallonië wel gehoord en werd er dan ook tijdens het statutair congres van 22 tot 24 april 1968 beslist tot de oprichting van intergewestelijke afdelingen voor Vlaanderen, Wallonië en Brussel. Toch veroorzaakte deze evolutie heel wat discussie over de manier waarop het socialistisch syndicalisme in het federale België georganiseerd moest worden. De intergewestelijken kregen de taak mee de gezamenlijke problemen te onderzoeken en werden na de ondertekening van het Egmontpact in februari 1978 de syndicale tegenmacht voor de overheid en de werkgevers op het niveau van de gewesten en gemeenschappen.

### Inleveren
In november-december komt het tot twee stakingen gericht tegen de werkgevers die in ruil voor 80.000 nieuwe banen een looninlevering eisten. In september 1983 trekt het spoorwegpersoneel een stakingsgolf op gang uit protest tegen de begroting 1984. Tot een algemene staking komt het net niet, nadat de regering in extremis een akkoord met de vakbondstop bereikte. Tot de volgende grote stakingsgolf is het wachten tot mei 1986. De besparingsplannen van de Regering-Martens VI hadden het overheidspersoneel reeds meermaals aangezet tot werkonderbrekingen. Op 31 mei kwam het tot een algemene staking met 250.000 aanwezigen op de ABVV-betoging in Brussel.
In november 93 komt het tot drie stakingsdagen tegen de door de Regering-Dehaene I ingevoerde loonstop en aanpassing van de index om de Europese begrotingsnormen te halen. De actiedagen van 15 en 26 werden goed opgevolgd, de derde actiedag draaide echter op een fiasco uit door onenigheid in het gemeenschappelijk vakbondsfront. Eind december keurt het parlement de licht aangepaste plannen van de regering Dehaene goed.

### Generatiepact
In 2005 vatte de Regering-Verhofstadt II het plan op om de eindeloopbaan grondig te hervormen. Dit mondde uit in de wet van 30 december 2005, het zogenaamde generatiepact. Dit pact maakte van het voormalige recht op outplacement een plicht voor de werknemer en paste de voorwaarden voor het brugpensioen aan. Door gerichte acties van onder andere het ABVV konden de brugpensioenen gevrijwaard worden, doch verwachtte de wetgever van de bruggepensioneerden dat ze voortaan beschikbaar zouden blijven voor de arbeidsmarkt en trok ze de brugpensioenleeftijd op tot 60 jaar en met de voorwaarde dat de werknemer een loopbaan van 38 voltijdse jaren achter de rug heeft.

### Hete herfst 2014
Dezelfde dag als waarop minister-president Geert Bourgeois zijn septemberverklaring voorlas werd er door de vakbonden van de VRT een optocht georganiseerd naar het Vlaamse Parlement. Een dag later blies het ABVV in gezamenlijk vakbondsfront met het ACV en ACLVB - een eerste keer verzamelen, meer dan 5000 militanten verzamelden op het Muntplein. Eensgezind klonk het dat ze geen asociaal, onevenwichtig en onrechtvaardig beleid zouden dulden. Op 3 november werd er door Horval actie gevoerd aan de Unizo-kantoren in Antwerpen, waar een "DJ Jos"-actie op poten werd gezet. Eveneens op de vooravond van de nationale manfestatie van 4 november 2015 vond er een 24-urenbezetting van het Anneessensplein in Brussel plaats door de ABVV Jongeren samen met ACV Enter en ACLVB FreeZbe waarbij de studenten van o.a. Studententroef aansloten.
Een dag later vond een algemene manifestatie tegen het regeringsmaatregelen plaats. Meer dan 120.000 betogers verzamelden in Brussel aan het Noordstation. Onder de betogers waren er minstens 10.000 uit Antwerpen stad afkomstig. Verschillende actievoerders geraakten echter niet op de locatie wegens capaciteitsgebrek. De belangrijkste punten van kritiek van de vakbonden op de regering zijn dat de besparingen vooral ten laatste zijn van de werknemers, en dan met name de 2,6 miljard besparingen in de gezondheidszorg, de indexsprong van 2% en manipulaties van het indexmechanisme waardoor een gemiddelde werknemer 1066 euro bruto aan koopkracht inboet of tewel minimum 27 000 euro netto op een volledige loopbaan, de hervorming van de wet van 96, waardoor er voortaan een imperatieve i.p.v. indicatieve loonnorm is, de invraagstelling van de anciënniteitsbarema's, de aanval op het sociaal overleg en de vrijheid van (loon-)onderhandelen en het optrekken van de pensioenleeftijd tot 67. Daarnaast hebben ze kritiek op de besparingen in de kinderbijslag die een gemiddeld gezin 230 euro kost en het feit dat er geen indexering van de kinderbijslag plaatsvindt, de verhoging van het inschrijvingsgeld aan hogescholen en universiteiten, de hervormingen van het pensioensparen en de verhoging van het remgeld in de gezondheidszorg. Gemiddeld genomen zou een Belg door al deze maatregelen 336 euro aan koopkracht per jaar inboeten, vooral de lage inkomens zouden het grootste slachtoffer zijn. Zo zien ouderen met een gemiddeld pensioen hun koopkracht met 562 euro afnemen. Deze cijfers werden bevestigd door zowel fiscalist Michel Maus als door hoogleraar economie Gert Peersman van de Universiteit Gent, deze laatste maakte evenwel de bedenking dat het verlies aan koopkracht in realiteit hoger ligt, aangezien er met verschillende andere besparingen geen rekening werd houden.
Het einde van de betoging te Brussel Zuid werd verstoord door onder andere rechts-extremistische groeperingen zoals Nation die de confrontatie met de politie opzochten. Zo werd onder ander Eite Homan - jarenlang de leider van het Aktiefront Nationale Socialisten (ANS) en actief geweest bij de Blood and Honour-afsplitsing Racial Volunteer Force (RVF) - en Karl-Jan Walle - oprichter van de Folksfahne 18 en actief bij Nationale Socialistische Aktie (NSA) - herkend. De beelden van deze rellen gingen de wereld rond, en kwamen in onder andere Groot-Brittannië, Rusland, de Verenigde Staten en de Arabische wereld in het nieuws. Een solidariteitsactie die werd opgezet voor een auto die vernield was, bracht op enkele uren 12.000 euro op. Burgemeester van Antwerpen en N-VA-voorzitter Bart De Wever kondigde aan een politiemacht op de been te brengen tijdens de betoging in Antwerpen, waarop de vakbonden de burgemeester eraan herinnerde dat de acties op 24 november stakingsaanzegging betroffen en geen betoging. Advocaten stelden zich dan weer de vraag of de focus op de rellen tijdens de nationale betoging een andere agenda verhult.
Op maandag 24 november vond de eerste provinciale staking in een reeks van drie plaats in de provincies Antwerpen, Limburg, Henegouwen en Luxemburg. Zondagmiddag hierop voorafgaand werd het scheepsverkeer reeds platgelegd in Antwerpen, Gent, en vanaf 17u ook in Zeebrugge. Alfaport, de koepel van Antwerpse Havenbedrijven verwachtte vooraf dat de activiteiten op een laag pitsje zouden staan. Sven Deridder, voorzitter van de Beroepsvereniging van Loodsen, liet weten dat er naar alle waarschijnlijkheid niet veel beweging op de Schelde zal zijn. Ook Het Agentschap Maritieme Dienstverlening sloot zich hierbij aan en meldde dat sluisdeuren gesloten bleven. De haven lag zo goed als helemaal plat, er waren vier vaste stakersposten en daarnaast ook enkele mobiele ploegen om elders de werking van bedrijven stil te leggen. Eveneens in Antwerpen verzamelde in alle vroegte aan het Zuiderpershuis een bont gezelschap van syndicalisten, studenten en mensen uit de sociale en culturele sector namens Hart Boven Hard voor een fietstocht langs de verschillende piketten om de stakers een hart onder de riem te steken. Onder de aanwezigen stand-upcomedian Nigel Williams, professor Jan Blommaert, rapster Slongs Dievanongs, muzikant Abdelkader Zahnoun, rapper Scale van de Sint Andries MC’s, schrijver en voormalig stadsdichter van Antwerpen Joke Van Leeuwen en modeontwerpster Rachida Aziz. Later op de dag werd er eveneens door Hart Boven Hard een fietseling georganiseerd waaraan initieel 600 fietsers deelnamen, een aantal dat geleidelijk vermeerderde tot 800.
In de regio's Mechelen en Kempen werd er aan verschillende kruispunten gesensibiliseerd onder het motto 'Wij zijn de peer!", later op de dag verzamelden duizenden vakbondsmilitanten, waaronder een grote delegatie uit de zorgsector op de Grote Markt in Turnhout, waar om vijf voor twaalf ballonnen werden opgelaten. In Mechelen bliezen Hart Boven Hard en de vakbonden verzamelen in 't Arsenaal. In Limburg werden kruispunten in Paal, Hasselt, Houthalen, Genk, Neerpelt, Sint-Truiden, Tongeren en Dilsen bezet. In Hasselt werd een rouwstoet georganiseerd die de hoofdkwartieren van de verschillende partijen bezochten. In Henegouwen viel in Charleroi vanaf middernacht geleidelijk alles stil en stonden er bij ochtendgloren piketten aan de bedrijven, ook grootwarenhuizen en scholen waren dicht en er was amper openbaar vervoer. Ook de toegang tot de luchthaven van Gosselies werd geblokkeerd, reizigers mochten enkel te voet door. In Mons werd de toegang tot het winkelcentrum Grands-Près geblokkeerd en werden op verschillende invalswegen tot de stad filterblokkades georganiseerd. Ook in La Louvière werd gestaakt, tevens werd er een algemene vergadering georganiseerd door ACOD die druk werd bijgewoond. Zowel bij De Lijn als de NMBS lag het trein-, bus- en tramverkeer grotendeels plat in de betrokken provincies en was er spoorhinder in heel het land.
Op 1 december vonden er provinciale acties plaats in de provincies Namen, Luik, Oost- en West-Vlaanderen. Op 8 december werd er actie gevoerd in Vlaams- en Waals-Brabant en het Brussels Hoofdstedelijk Gewest. Op 15 december vond er een landelijke stakingsactie plaats.

## Structuur

### Bestuur

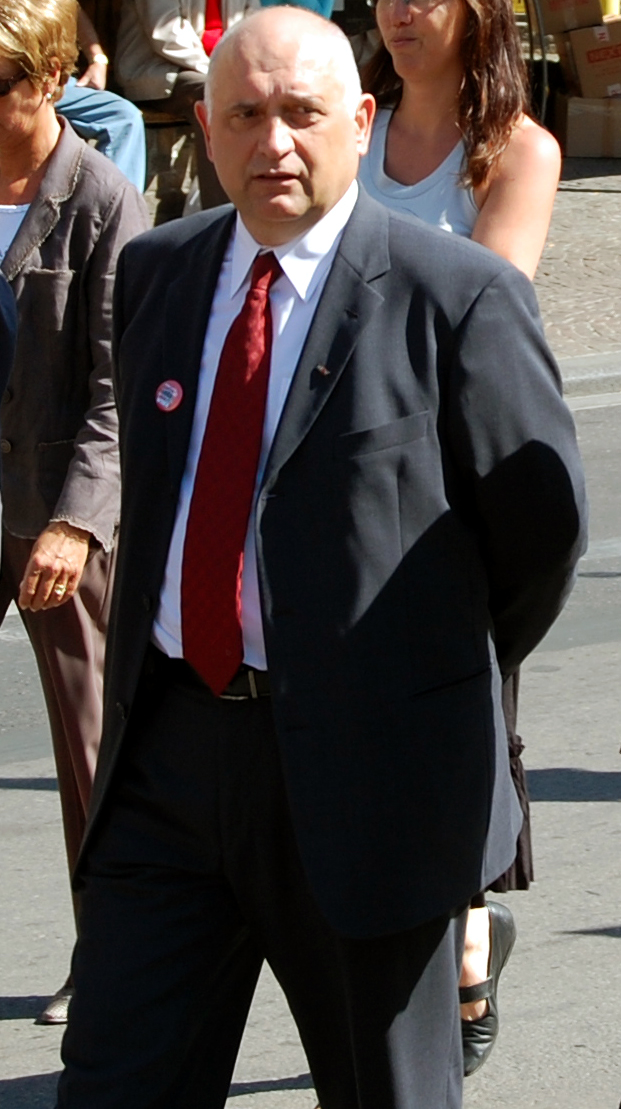
voormalig ABVV-voorzitter Rudy De Leeuw

| Periode     | Voorzitter           |
| ----------- | -------------------- |
| 1956        | Roger Dekeyzer       |
| 1957        | Willy Schugens       |
| 1958        | Alfons Baeyens       |
| 1959        | Hervé Brouhon        |
| 1960        | Emiel Janssens       |
| 1961 - 1962 | Joseph Dedoyard      |
| 1963        | Victor Thijs         |
| 1964        | Oscar Leclercq       |
| 1965        | Desiré Van Daele     |
| 1966        | Louis Plumier        |
| 1967        | Gust Wallaert        |
| ?-?         |                      |
| 1982 - 1989 | André Vanden Broucke |
| 1989 - 1995 | François Janssens    |
| 1995 - 2002 | Michel Nollet        |
| 2002 - 2004 | Mia De Vits          |
| 2004 - 2006 | André Mordant        |
| 2006 - 2018 | Rudy De Leeuw        |
| 2018 - 2020 | Robert Vertenueil    |
| 2020 -      | Thierry Bodson       |

| Periode                 | Algemeen secretaris         |
| ----------------------- | --------------------------- |
| 1945 - 1947             | Joseph Bondas               |
| 1947 - 1952             | Paul Finet                  |
| 1952 - 1968             | Louis Major                 |
| 1968 - 1982             | Georges Debunne             |
| 1982 - 1986             | Alfred Delourme             |
| 1987 - 1989             | Jean Gayetot                |
| 1989 - 2002             | Mia De Vits                 |
| 2002 - 2004             | André Mordant               |
| 2004 - 2006             | Xavier Verboven             |
| 2006 - 2014             | Anne Demelenne              |
| 2014 - 2017             | Marc Goblet                 |
| 2017 - 2018             | Robert Vertenueil           |
| 2018 - 2025 2025- heden | Miranda Ulens Bert Engelaar |

### Interprofessionele structuur
De interprofessionele structuur van het ABVV volgt min of meer de staatsstructuur. Zo zijn er binnen het Federaal ABVV het Federaal Congres, het Federaal Comité, het Federaal Bureau en het Federaal Secretariaat. Daarnaast is het ABVV, op interprofessioneel vlak opgedeeld in 3 intergewestelijken en 17 gewestelijke afdelingen.
Ten slotte is het ABVV, net als alle andere Belgische vakbonden, lid van het Internationaal Verbond van Vrije Vakverenigingen (IVVV) en het Europees Vakverbond (EVV).

#### Federaal Niveau
Federaal Congres
Het Federaal Congres is een orgaan binnen het ABVV dat vierjaarlijks samenkomt. Het is samengesteld uit afgevaardigden van de aangesloten vakcentrales (à ratio van 1 afgevaardigde per 2000 leden), afgevaardigden uit de Intergewestelijken (à ratio 1 afgevaardigde per 2 afgevaardigden uit de vakcentrales) en de leden van het federaal bureau.
De bevoegdheden zijn de benoeming van de leden van het Federaal Bureau en het Federaal Secretariaat, de benoeming van de Algemeen Voorzitter en Algemeen Secretaris, het vakbondsbeleid, de minimumbijdrage per vakcentrale, de wijziging der statuten en de bespreking van het activiteitsverslag van het Federaal Secretariaat.
Federaal Comité
Het Federaal Comité is een orgaan binnen het ABVV en dat acht maal per jaar bijeen komt. Het is samengesteld uit de leden van het Federaal Bureau, afgevaardigden van de vakcentrales (à ratio van 1 afgevaardigde per 10.000 leden) en afgevaardigden van de Intergewestelijken ( à ratio van 1 afgevaardigde per 20.000 leden).
De bevoegdheden zijn de afbakening van de bevoegdheden tussen vakcentrales en gewestelijke afdelingen en de algemene vakbondsagenda.
Federaal Bureau
Het Federaal Bureau is een leidinggevend orgaan binnen het ABVV dat tweewekelijks samenkomt. Het is samengesteld uit de leden van het federaal congres, vertegenwoordigers van de intergewestelijken en vertegenwoordigers uit de vakcentrales.
De bevoegdheden zijn de algemene leiding van het ABVV, de uitvoering van de beslissingen van het Federaal Congres en het Federaal Comité, het fondsenbeheer binnen het ABVV, de toepassing van de statuten en de taakverdeling binnen het Federaal Secretariaat.
Federaal Secretariaat
Het federaal secretariaat is een leidinggevend orgaan binnen het ABVV dat wekelijks samenkomt. Het is samengesteld uit de Voorzitter, Algemeen Secretaris, 2 federale Secretarissen en de 3 Intergewestelijke Secretarissen.
Het is bevoegd voor het dagelijks bestuur van de vakbond en zijn diensten (studiedienst, perscommunicatie, werkloosheid, gender, documentatiecentrum, boekhouding, audit, etc)

#### Intergewestelijk Niveau
De Intergewestelijken - een voor elk bestuurlijk gewest - zijn bevoegd voor de Gewest- en Gemeenschapsmateries binnen het ABVV. Ze vormen dus de syndicale tegenmacht ten overstaan van de werkgevers en Gewest- en Gemeenschapsregeringen.
Voorbeeld Vlaams ABVV, maar idem opgebouwd voor het Waalse & Brusselse ABVV:
Intergewestelijk Congres
Het Intergewestelijk Congres is een orgaan binnen het Vlaams ABVV dat vierjaarlijks samenkomt. Het is evenredig samengesteld uit afgevaardigden van de aangesloten vakcentrales en afgevaardigden vanuit de ABVV-gewesten.
De bevoegdheden zijn de benoeming van de leden van het Intergewestelijk Bureau en het Intergewestelijk Secretariaat, de benoeming van de Algemeen Voorzitter en Algemeen Secretaris, het vakbondsbeleid en de bespreking van het activiteitsverslag van het Intergewestelijk Secretariaat.
Intergewestelijk Comité
Het Intergewestelijk Comité is een orgaan binnen het Vlaams ABVV dat minstens 2 maal per jaar bijeen komt, op initiatief van het Intergewestelijk Bureau. Het is evenredig samengesteld uit afgevaardigden van de ABVV-gewesten en afgevaardigden van de vakcentrales.
De bevoegdheid is het bepalen van de standpunten over actuele syndicale thema's. Daarnaast organiseert het beleidsvoorbereidende studiedagen.
Intergewestelijk Bureau
Het Intergewestelijk Bureau is een leidinggevend orgaan binnen het Vlaams ABVV dat tweewekelijks samenkomt. Het is evenredig samengesteld uit vertegenwoordigers van de Vlaamse ABVV-gewesten en vertegenwoordigers uit de vakcentrales.
De bevoegdheden zijn de algemene leiding van het Vlaams ABVV, de uitvoering van de beslissingen van het Intergewestelijk Congres en het Intergewestelijk Comité.
Intergewestelijk Secretariaat
Het Intergewestelijk secretariaat is een leidinggevend orgaan binnen het Vlaams ABVV dat het dagelijks bestuur waarneemt en uitoefent. Het is samengesteld uit de voorzitter en algemeen secretaris van het Vlaams ABVV.

#### Gewestelijk Niveau
De 17 Gewestelijken - een voor elk ABVV-gewest - zijn bevoegd voor de lokale samenwerking tussen de centrales en ABVV-werkingen. Ze vertegenwoordigen het ABVV ten overstaan van de lokale openbare besturen (Provincies en gemeenten) en instellingen. Ze organiseren de diensten voor de leden, militanten en centrales op gewestelijk niveau en betalen de werkloosheidsvergoedingen uit via de werkloosheidskas.
Op gewestelijk niveau wordt een Gewestelijk Congres, Gewestelijk Comité, Gewestelijk Secretariaat en Gewestelijk Bureau ingericht.

#### Hiërarchisch overzicht

##### Federaal ABVV
- Voorzitter: Thierry Bodson
- Algemeen secretaris: Miranda Ulens
- Ledenaantal: 1 503 748[1]

| - Voorzitter: Miranda Ulens - Algemeen secretaris: Caroline Copers - Ledenverdeling: 699 423 (46%) | - Voorzitter: Rudy Janssens - Algemeen secretaris: Estelle Ceulemans - Ledenverdeling: 185 314 (13%) | - Voorzitter: Thierry Bodson - Algemeen Secretaris: Jean-François Tamellini - Ledenverdeling: 619 011 (41%) |

### Professionele structuur
De professionele structuur is een indeling per arbeidssector, deze zijn vervolgens ingedeeld in zes vakcentrales.

#### Organogram

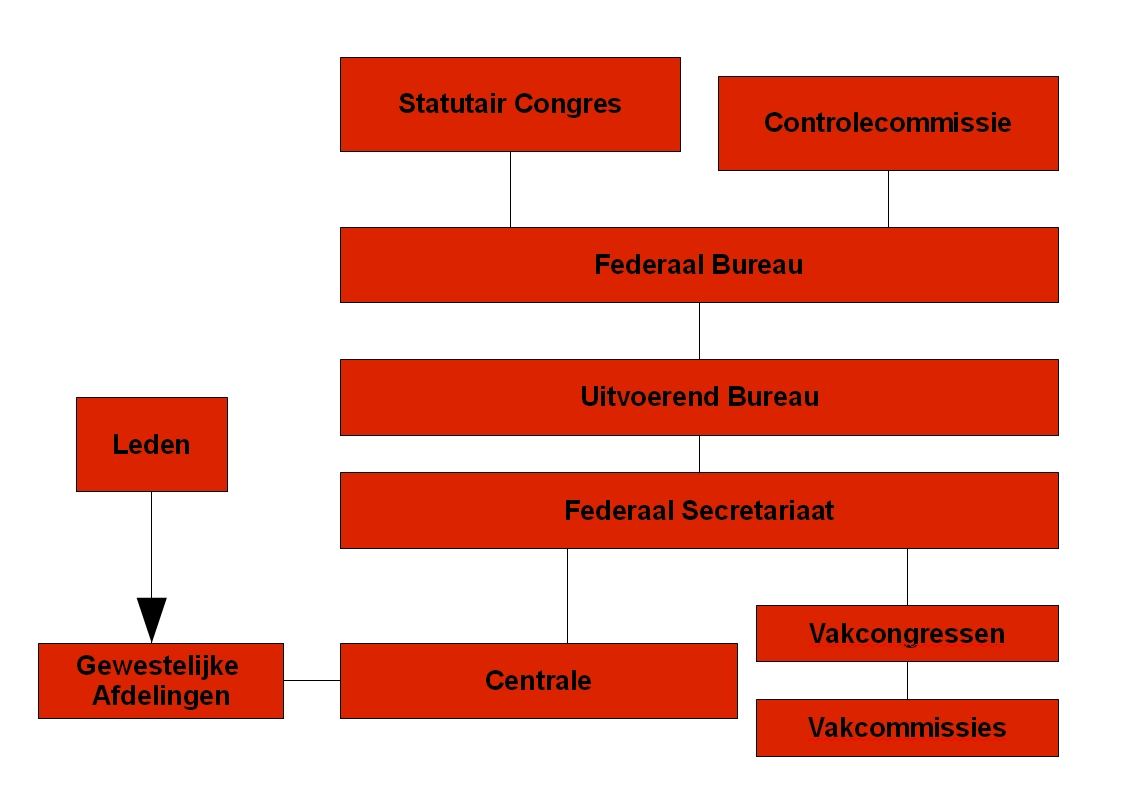
Organogram Vakcentrales

#### Centrales
| Centrale                                    | Afkorting | Voorzitter                                        | Ledenverdeling | Ledenverdeling % |
| ------------------------------------------- | --------- | ------------------------------------------------- | -------------- | ---------------- |
| Algemene Centrale                           | AC        | Werner Van Heetvelde                              | 376.768        | 28,5%            |
| Bond van Bedienden, Technici en Kaderleden  | BBTK      | Myrian Delmee                                     | 382.291        | 26%              |
| Algemene Centrale der Openbare Diensten     | ACOD      | Chris Reniers                                     | 302.084        | 21%              |
| Centrale der Metaalindustrie van België     | CMB       | Rohnny Champagne                                  | 178.943        | 12%              |
| Centrale van de Voeding, Horeca en Diensten | HORVAL    | Alain Detemmerman & Tangui Cornu (Co-voorzitters) | 109.391        | 7,5%             |
| Belgische Transportarbeidsbond              | BTB       | Frank Moreels                                     | 42.312         | 3%               |

#### Werking
Elke vakcentrale bestaat uit:
Statutair Congres
Het Statutaire Congres komt elke vier jaar samen en bestaat uit de syndicale afgevaardigden. De bevoegdheden zijn de politieke lijn bepalen door middel van het goedkeuren van resoluties. Daarnaast verkiest het de leden van het Federaal Bureau.
Controle Commissie
De Controle Commissie is een orgaan binnen de vakcentrale dat toezicht houdt op de boekhouding en financiën van de vakcentrale. Het is samengesteld uit 4 verkozenen door het Congres en 1 verkozene door het Federaal Bestuur.
Federaal Bestuur
Het federaal bestuur is een orgaan binnen de vakcentrale dat waakt over de naleving van de statuten en de uitvoering van de beslissingen van het Federaal Bestuur en het Congres. Het komt bijeen om de zes maanden en is samengesteld uit leden van het Federaal Secretariaat en vertegenwoordigers van de gewestelijke afdelingen.
Uitvoerend Bestuur
Het uitvoerend bestuur is een orgaan binnen de vakcentrale en komt tweewekelijks samen. Het is samengesteld uit leden van het Federaal Secretariaat en de negen verkozenen van het Federaal Bestuur. De bevoegdheden zijn de financiën, het beheer en de werking van de Gewestelijke Afdelingen.
Federaal Secretariaat
Het Federaal secretariaat is een orgaan dat het dagelijks bestuur van de vakcentrale organiseert. Het bestaat uit de Voorzitter, Algemeen Secretaris en 6 federale secretarissen.
Gewestelijke Afdelingen
De gewestelijke afdelingen vormen de basis van de vakcentrale en organiseren dienstverlening, probleemoplossing en communicatie met de leden en syndicaal afgevaardigden.
Vakcongres
Is een orgaan binnen de vakcentrale dat elke vier jaar georganiseerd wordt voor elke belangrijke sector.
Vakcommissie
Dit orgaan binnen de vakcentrale wordt ingesteld door het Federaal bestuur voor elke belangrijke sector. Ze komt naar noodzaak bijeen en is belast met de voorbereiding en organisatie van de vakbondswerking in de betrokken sector.
Syndicale Afvaardiging
Daarnaast zijn er militanten en delegees die verkozen zijn bij de sociale verkiezingen door de werknemers in de bedrijven. Deze verdedigen de rechten van de aangesloten leden binnen hun bedrijf volgens twee verschillende modellen:
- het strijdmodel waarbij men in de bedrijven actievoerders heeft die waken over de sociale toestand. Deze door de vakbond aangestelde personen vormen de vakbondsdelegatie.
- het overlegmodel waarbij er twee organen zijn voor de communicatie tussen werkgever en werknemer. Dit zijn de ondernemingsraad en de Comités voor Preventie en Bescherming op het Werk (CPBW). Deze personen worden verkozen door de werknemers.

### Andere organisatie binnen het ABVV
- Linx+, de cultuurorganisatie van het ABVV
- Magik?, de studentenorganisatie van het ABVV
- ABVV Jongeren, de jongerenorganisatie van het ABVV
- Working Class Heroes, de jongerendelegees van het ABVV
- GenderCommissie, de vrouwenorganisatie van het ABVV
- Kopa vzw, het opleidingscentrum van het ABVV i.s.m. VDAB

## Sociale verkiezingen

### Uitslagen

#### 2008
- 55.000 kandidaten in 6500 ondernemingen
- 15.000 verkozenen (= 36,12% van het totaal in ondernemingsraden en 36,42% in de Comités Preventie en Bescherming op het werk)
- 1.700.000 kiezers

## Leden
2/3de van de 1 455 454 leden (2008) behoort tot de actieve beroepsbevolking. Hiervan is 48% arbeider, 26% bediende en 21% ambtenaar. 1/3de van de leden behoort tot de niet-actieve beroepsbevolking, dit zijn (brug-) gepensioneerden, werklozen en studenten.
Uit een studie van de VUB in opdracht van De Nieuwe Werker uit 2004 blijkt dat 42% van de leden lid van het ABVV is omwille van de dienstverlening, 33% van thuis uit en 24% uit ideologische overweging. De prioriteiten van de leden gaan volgens dezelfde studie uit naar meer jobs (57%), hogere lonen, hogere pensioenen en minder stress op het werk.

## Ledenbladen
Het ledenblad van het ABVV "De Nieuwe Werker" is een tweewekelijks magazine. Het werd opgericht in 1945.

## Bekende (ex-)leden
- Bob Baete
- Egide Baudet
- Alfons Bayens
- Omer Becu
- Joseph Binet
- Thierry Bodson
- Joseph Bondas
- Lambert Bouchat
- Ward Cassiers
- Frans Christiaenssens
- Alain Clauwaert
- Emile Clersy
- Frans Cluytmans
- Gaby Colebunders
- Caroline Copers
- Tangui Cornu
- Roberto D'Orazio
- Alfons Daems
- Nathalis De Bock
- Erwin De Deyn
- Amedée De Keuleneir
- Rudy De Leeuw
- Magda De Meyer
- Sara De Potter
- Mia De Vits
- Georges Debunne
- Théo Dejace
- Roger Dekeyzer
- Anne Demelenne
- Georges Derieuw
- Urbain Destrée
- Alain Detemmerman
- Charles Everling
- Paul Fassin
- Albert Faust
- Juan Fernandez
- Paul Finet
- Jacques Fostier
- Jean Gayetot
- Alfons Geeraerts
- André Genot
- Estelle Ceulemans
- Marc Goblet
- Walter Gust
- Joseph Jacquemotte
- Henri Jansen
- François Janssens
- Leon Jeuniaux
- Meryame Kitir
- Jean-Pierre Knaepenbergh
- Herwig Jorissen
- Georges Keuwet
- Julien Lahaut
- Paul Lootens
- Raymond Latin
- Louis Major
- Jef Maes
- Dominique Meyfroot
- André Mordant
- Michel Nollet
- Louis Plumier
- Freddy Quackelbeen
- Théo Rasschaert
- André Renard
- Chris Reniers
- Arthur Sercu
- Isidore Smets
- Pierre Spillemaeckers
- Marc Spruyt
- Rob Stafford
- Karel Stessens
- Jean-François Tamellini
- Miranda Ulens
- Jozef Van Cleemput
- Daniel Van Daele
- Félix Van den Bergh
- Eddy Van Lancker
- Philippe Van Muylder
- August Van Nooten
- Alfons Van Uytven
- André Vanden Broucke
- Xavier Verboven
- Ivan Victor
- Robert Voorhamme
- Jacques Yerna

## Gelieerde organisaties uit de socialistische zuil
- De Socialistische Gemeenschappelijke Actie (S.G.A.), een overkoepelende structuur voor de coördinatie en mobilisatie van de socialistische zuil.
- Vooruit, een Vlaamse politieke partij.
- Zij-kant, de vrouwenorganisatie van Vooruit.
- Jongsocialisten, de jongerenorganisatie van Vooruit.
- De Socialistische Mutualiteiten.
- VIVA-SVV, de vrouwenvereniging van de socialistische mutualiteiten.
- JOETZ, de jongerenorganisatie van de socialistische mutualiteiten.
- De Rode Valken, de socialistische jeugdbeweging
- Archief en Museum van de Socialistische Arbeidersbeweging (AMSAB), het instituut voor sociale geschiedenis.
- Arbeiderstoeristenbond De Natuurvrienden (ATB); de socialistische socio-culturele (ATB), toeristische (+800 natuurvriendenhuizen), actieve (Bergsport - De Bergstijgers) vereniging in België.

## Historisch document
- Het moreel verslag van het eerste statutair congres (23-25 december 1945)[dode link]